# Santísimo Cristo de la Veracruz (Sierra de Yeguas)
Santísimo Cristo de la Veracruz, es una escultura católica venerada en la localidad andaluza de sierra de Yeguas (Málaga). Fue realizada en 1937 por el sevillano Antonio Castillo Lastrucci para la Hermandad del Santísimo Cristo de la Veracruz y María Santísima de la Esperanza, de la que es titular, y con la que realiza su estación de penitencia el Jueves Santo, participando en la Semana Santa en sierra de Yeguas.
Es custodiada en la sede canónica de la cofradía, la Iglesia de la Inmaculada Concepción, y se encuentra en una capilla al lado izquierdo del altar mayor, de dicha parroquia; junto a la otra imagen titular de la hermandad, María Santísima de la Esperanza, que se halla, a los pies del crucificado.

## Descripción
La Cofradía de la Veracruz, adquiere esta imagen, tras haber perdido a su antiguo titular, en la quema de conventos de 1931 en España 
. Este fatídico suceso, deja a la única parroquia del pueblo, sin ninguna imagen de las denominadas de pasión, pudiéndose solo salvar la Cruz del crucificado, que data de 3 de abril de 1892 y realizada por Juan Sánchez, ya que solo se utilizaba para su estación de penitencia. 

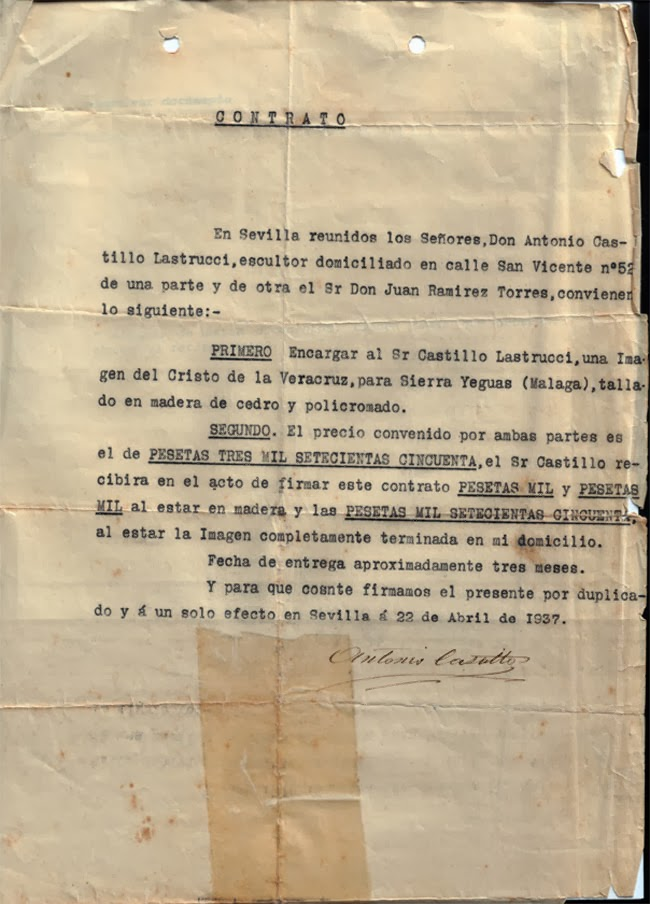
Contrato de la compra del Santísimo Cristo de la Veracruz, de sierra de Yeguas, Málaga.

El nuevo crucificado es encargado al escultor sevillano, Antonio Castillo Lastrucci, por la hermana de esta cofradía Dª. Dolores Castro Sánchez y su marido, D. Juan Ramírez Torres, por su gran amor al Cristo Crucificado no regateo en medios para adquirir la actual imagen. La talla, es de estilo neobarroco sevillano, de 1,76 metros de altura y realizada en madera de cedro policromada, que representa a Jesús crucificado justo después de la muerte, en el intermedio entre la lanzada y el descendimiento. En esta ocasión Castillo Lastrucci, aún sin privarla de su impronta y carácter propio, crea una imagen que sugiere las formas y la estética de los grandes maestros Martínez Montañés y Juan de Mesa. Así, la cabeza y el cuerpo recuerdan al famoso Cristo de la Clemencia y la composición del paño de pureza imita la del Cristo del Buen Ladrón, mientras que la disposición de las piernas están tomadas de las del Cristo de la Buena Muerte de Los Estudiantes; todos ellos pertenecientes a cofradías sevillanas. Y todo ello a partir del estudio del natural, pues Castillo utilizó como modelo a un empleado de la tienda de muebles Europa, que regentaba su hermano Manuel, llamado Manuel Gómez Lora.

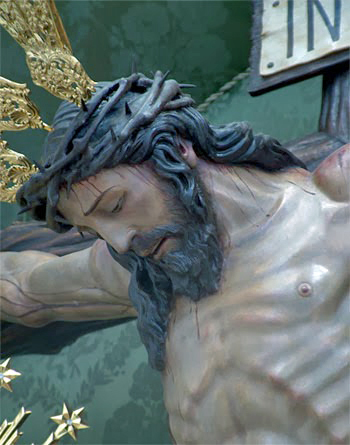
Rostro del Santísimo Cristo de la Veracruz en su capilla.

Tiene la cabeza, vencida hacia el lado derecho, presenta corona de espinas tallada, añadiéndosele potencias de orfebrería bañadas en oro. El rostro responde al modelo ideal de belleza masculina que Castillo va a aplicar a todas sus imágenes cristíferas. La dulce y serena concepción de la cabeza en general, y del rostro en particular, justifica la advocación de la Buena Muerte de Cristo. El sudario se anuda en la cadera izquierda y deja al descubierto ese costado. Tres clavos lo fijan a la cruz.
Tras haber finalizado este crucificado, la Hermandad sevillana de la Hiniesta, hace un encargo en agosto de ese mismo año, de un crucificado con características similares, dejando muy pocas diferencias entre las dos tallas, como por ejemplo, el anudamiento del sudario, que se realiza en el lado contrario; con el tiempo, se puede ver, que ambas esculturas, tienen diferencias obvias como el policromado, debido a las diferentes restauraciones y el paso del tiempo, en situaciones diferentes. 
La imagen tuvo un coste de 3.750 pesetas, que se pagarían en tres veces: 1.000 pesetas al firmar el contrato, 1.000 pesetas, cuando la imagen estuviera esculpida en madera, y las 1.750 pesetas restantes cuando el Crucificado estuviera completamente terminada en el domicilio de Dª Dolores Castro, contrato que fue firmado en Sevilla, en el domicilio y taller del escultor en la calle San Vicente nº 52, el 22 de abril de 1937.

## Cultos en Honor al Cristo
Aparte de su salida procesional, el Jueves Santo, junto ala otra titular de la cofradía, María Santísima de la Esperanza; el Santísimo Cristo de la Veracruz, es venerado en culto en dos ocasiones especiales, durante el calendario litúrgico.

### Quinario
El primer día de Cuaresma, el Miércoles de Ceniza, comienza el Quinario en Honor al Santísimo Cristo de la Veracruz y María Santísima de la Esperanza, en el Altar Mayor de la Iglesia parroquial de la Inmaculada Concepción. El tercer día del quinario, se realiza en honor a los hermanos difuntos. Y en el quinto y último día, se presenta a los Sagrados Titulares, a los feligreses, para el Besapié del Crucificado y el Besamano de María Santísima.

### Exaltación de la Santa Cruz
En ella se conmemora la Cruz en la que fue crucificado Jesucristo. La fecha de esta celebración es el 14 de septiembre. En la liturgia se tiene constancia de esta celebración desde el siglo IV. En la liturgia romana de la Iglesia católica celebra este día como "fiesta del Señor", segunda categoría litúrgica entre las fiestas de los santos, celebrándose en todas las iglesias. Si cae en domingo, tiene preferencia ante la celebración dominical. El color litúrgico del día es el rojo. Tradicionalmente, en esta fiesta se expone al Crucificado en el Altar Mayor, y se celebran varios actos dentro de la eucaristía. Entre ellos, se le otorga la Medalla de la Hermandad a todos los hermanos que cumplen 16 años, ya que según sus reglas, pasan a ser cofrades con derecho a voz y voto, a lo que en la participación interna de la cofradía se refiere. También, se les hace entrega del Libro de Reglas.